# 張學道
張學道（1541年—？），字子愛，號一軒，陝西西安府盩厔縣人，民籍，明朝政治人物。

## 生平
嘉靖三十七年（1558年）戊午科陝西鄉試第四十名舉人，隆慶五年（1571年）中式辛未科會試第三百三十二名，三甲第六十一名進士。刑部觀政，授山西靜樂縣知縣，萬曆元年（1573年）调安阳县，四年升刑部四川司主事。以任知县事降一级调用。

## 家族
曾祖張麟，贈工部主事；祖父張琡，布政司左參政；父張幾，按察司僉事。母王氏（封宜人）。嚴侍下。兄張學詩（知縣）、張學禮（知縣），弟張學行、張學書。